# Sugar, Sugar
 (août 2013).
Si vous disposez d'ouvrages ou d'articles de référence ou si vous connaissez des sites web de qualité traitant du thème abordé ici, merci de compléter l'article en donnant les références utiles à sa vérifiabilité et en les liant à la section « Notes et références ».
Singles de The Archies (en)
Feelin' So Good (S.K.O.O.B.Y.-D.O.O)
(1969) Jingle Jangle
(1969)
Sugar, Sugar est une chanson pop écrite par Jeff Barry et Andy Kim. La chanson est attribuée aux The Archies (en), un groupe de musique fictif de la série animée The Archie Show. Cette chanson, interprétée par Ron Dante, a atteint en 1969 la première position des palmarès américain, où elle est restée pendant quatre semaines. 

## Reprises
La chanson est reprise par Bob Marley en 1970.
La chanson est reprise par Sin Sisamouth, chanteur cambodgien à succès des années 60-70.
La version française est reprise par Claude François sous le nom Douce Candy en 1969. Cette version apparait dans le film américain The Walk : Rêver plus haut sorti en 2015.
Une autre version française par le groupe Martin Circus en 1975 sur l'album Hits of the 60's sous le titre Monnaie, Monnaie. Le refrain de la chanson a aussi été utilisé dans Candy Girl (Sugar Sugar) du groupe Inner Circle en 2009. Richard Gotainer la reprendra également en 1977 sous le titre Buée dans l'album Le forgeur de tempo.
En 1996, la chanson apparaît en fond sonore de la bande originale du long métrage Les Voleurs d'André Téchiné.
En 2017, la série télévisée Riverdale, qui met en scène plusieurs personnages adaptés de la même bande dessinée que The Archie Show, reprend la chanson lors d'un épisode. Dans cet épisode, ce n'est pas le groupe d'Archie, mais celui de Josie and the Pussycats qui reprend la version du groupe Inner Circle.